# WNBA Coach of the Year Award
Il "Women's National Basketball Association Coach of the Year Award" è il premio conferito dalla lega americana al miglior allenatore della stagione.
- 1997 - Van Chancellor, Houston Comets
- 1998 - Van Chancellor, Houston Comets
- 1999 - Van Chancellor, Houston Comets
- 2000 - Michael Cooper, Los Angeles Sparks
- 2001 - Dan Hughes, Cleveland Rockers
- 2002 - Marianne Stanley, Washington Mystics
- 2003 - Bill Laimbeer, Detroit Shock
- 2004 - Suzie McConnell, Minnesota Lynx
- 2005 - John Whisenant, Sacramento Monarchs
- 2006 - Mike Thibault, Connecticut Sun
- 2007 - Dan Hughes, San Antonio Silver Stars
- 2008 - Mike Thibault, Connecticut Sun
- 2009 - Marynell Meadors, Atlanta Dream
- 2010 - Brian Agler, Seattle Storm
- 2011 - Cheryl Reeve, Minnesota Lynx
- 2012 - Carol Ross, Los Angeles Sparks
- 2013 - Mike Thibault, Washington Mystics
- 2014 -  Sandy Brondello, Phoenix Mercury
- 2015 - Bill Laimbeer, New York Liberty
- 2016 - Cheryl Reeve, Minnesota Lynx
- 2017 - Curt Miller, Connecticut Sun
- 2018 - Nicki Collen, Atlanta Dream
- 2019 - James Wade, Chicago Sky
- 2020 - Cheryl Reeve, Minnesota Lynx
- 2021 - Curt Miller, Connecticut Sun
- 2022 -  Becky Hammon, Las Vegas Aces
- 2023 - Stephanie White, Connecticut Sun
- 2024 - Cheryl Reeve, Minnesota Lynx